# Рудінська
Рудінска (словац. Rudinská) — село, громада округу Кисуцьке Нове Место, Жилінський край. Кадастрова площа громади — 10,77 км².
Населення 988 осіб (станом на 31 грудня 2018 року). Протікає Рудінський потік.

## Історія
Рудінска згадується 1598 року.

## Населення
| Рік:            | 1994. | 2004.   | 2014.   | 2024.   |
| --------------- | ----- | ------- | ------- | ------- |
| Кількість осіб: | 894   | 969     | 987     | 1035    |
| Різниця:        |       | +8,38 % | +1,85 % | +4,86 % |

| Рік:            | 2023. | 2024.   |
| --------------- | ----- | ------- |
| Кількість осіб: | 1034  | 1035    |
| Різниця:        |       | +0,09 % |